# 安玉龙
安玉龙（1978年—），中国吉林省人，男子短道速滑运动员、教练员。

## 生平
安玉龙出生于吉林市，在冬奥会上共获1银2铜，1996年入选国家队。
2003年退役后，安玉龙担任吉林省冰上運動管理中心教練，曾指导包括孙丹丹在内一批运动员。